# Шворак Володимир Васильович
Володи́мир Васи́льович Шворак — бригадний генерал Збройних сил України, командувач ОТУ «Запоріжжя» (до 2025). Командир 80-ї бригади (2016—2021). Заступник командувача військ оперативного командування «Схід» Сухопутних військ Збройних Сил України (з 2021).

## Життєпис
1996 року закінчив Одеський інститут сухопутних військ, потрапив до 6-ї аеромобільної бригади.
У часі війни — заступник командира 80-ї аеромобільної бригади. Під час пробиття дороги на Луганський аеропорт, у бою під Георгіївкою, очолив штурмовий загін та керував боєм, у перебігу якого зазнав поранення в ногу. Виконував бойове завдання в Луганському аеропорту з квітня по серпень 2014-го.
З березня 2016 року командир 80-ї десантно-штурмової бригади.
Прокуратура терористичного угруповання «Донецька народна республіка» порушила кримінальну справу проти В. Шворака за статтею «вчинення терористичного акту».
На 2 жовтня 2024 — командувач ОТУ «Запоріжжя». Станом на квітень 2025 року звільнений, замінено бригадним генералом Братішко.

## Нагороди
- 29 вересня 2014 року — за особисту мужність і героїзм, виявлені у захисті державного суверенітету та територіальної цілісності України, вірність військовій присязі під час російсько-української війни — нагороджений орденом Богдана Хмельницького III ступеня;
- 1 жовтня 2022 року — за особисту мужність і відвагу, високий професіоналізм у війні з росією 2014—2022 рр.. нагороджений лицарською почесною відзнакою «Орден Звитяги».[4]
- 13 квітня 2023 року — за особисту мужність, виявлену у захисті державного суверенітету та територіальної цілісності України, самовіддане виконання військового обов'язку — нагороджений орденом Богдана Хмельницького II ступеня.[5]

## Військові звання
- бригадний генерал (4 березня 2022)[6]